# Upper Austria Ladies Linz 2017 - Qualificazioni singolare
Le qualificazioni del singolare femminile dell'Upper Austria Ladies Linz 2017 sono state un torneo di tennis preliminare per accedere alla fase finale della manifestazione. Le vincitrici dell'ultimo turno sono entrate di diritto nel tabellone principale. In caso di ritiro di una o più giocatrici aventi diritto a queste sono subentrati le lucky loser, ossia le giocatrici che hanno perso nell'ultimo turno ma che avevano una classifica più alta rispetto alle altre partecipanti che avevano comunque perso nel turno finale.

## Testa di serie
1. Pauline Parmentier (secondo turno)
2. Jana Fett (qualificata)
3. Mihaela Buzărnescu (qualificata)
4. Yanina Wickmayer (secondo turno)

1. Sachia Vickery (ultimo turno)
2. Ana Bogdan (primo turno)
3. Maryna Zanevs'ka (secondo turno)
4. Barbora Krejčíková (secondo turno)

## Qualificate
1. Viktória Kužmová
2. Jana Fett

1. Mihaela Buzărnescu
2. Viktoriya Tomova

### Lucky Loser
1. Naomi Broady

## Tabellone

### Legenda
| - Q = Qualificato - WC = Wild card - LL = Lucky loser | - ALT = Alternate - SE = Special Exempt - PR = Protected Ranking | - w/o = Walkover - r = Ritirato - d = Squalificato |

### Sezione 1
|  | Primo turno       | Primo turno        | Primo turno        | Primo turno | Primo turno |  |  | Secondo turno | Secondo turno      | Secondo turno      | Secondo turno | Secondo turno |   |   | Ultimo turno     | Ultimo turno     | Ultimo turno     | Ultimo turno | Ultimo turno |  |
|  |                   |                    |                    |             |             |  |  |               |                    |                    |               |               |   |   |                  |                  |                  |              |              |  |
|  | 1                 | Pauline Parmentier | 6                  | 3           | 7           |  |  |               |                    |                    |               |               |   |   |                  |                  |                  |              |              |  |
|  |                   | Tamara Korpatsch   | 1                  | 6           | 64          |  |  | 1             | Pauline Parmentier | Pauline Parmentier | 4             | 0             |   |   |                  |                  |                  |              |              |  |
|  | Viktória Kužmová  | Viktória Kužmová   | Viktória Kužmová   | 7           | 7           |  |  |               | Viktória Kužmová   | Viktória Kužmová   | 6             | 6             |   |   |                  |                  |                  |              |              |  |
|  | Annika Beck       | Annika Beck        | Annika Beck        | 5           | 68          |  |  |               |                    |                    |               |               |   |   | Viktória Kužmová | Viktória Kužmová | Viktória Kužmová | 7            | 6            |  |
|  | Alexandra Cadanțu | Alexandra Cadanțu  | Alexandra Cadanțu  | 3           | 3           |  |  |               |                    | Naomi Broady       | Naomi Broady  | Naomi Broady  | 5 | 2 |                  |                  |                  |              |              |  |
|  | Naomi Broady      | Naomi Broady       | Naomi Broady       | 6           | 6           |  |  |               | Naomi Broady       | Naomi Broady       | 6             | 6             |   |   |                  |                  |                  |              |              |  |
|  |                   | Bianca Andreescu   | Bianca Andreescu   | 4           | 2           |  |  | 8             | Barbora Krejčíková | Barbora Krejčíková | 4             | 1             |   |   |                  |                  |                  |              |              |  |
|  | 8                 | Barbora Krejčíková | Barbora Krejčíková | 6           | 6           |  |  |               |                    |                    |               |               |   |   |                  |                  |                  |              |              |  |

### Sezione 2
|  | Primo turno       | Primo turno       | Primo turno | Primo turno | Primo turno |  |  | Secondo turno | Secondo turno   | Secondo turno   | Secondo turno  | Secondo turno  |   |   | Ultimo turno | Ultimo turno | Ultimo turno | Ultimo turno | Ultimo turno |  |
|  |                   |                   |             |             |             |  |  |               |                 |                 |                |                |   |   |              |              |              |              |              |  |
|  | 2                 | Jana Fett         | Jana Fett   | 6           | 6           |  |  |               |                 |                 |                |                |   |   |              |              |              |              |              |  |
|  |                   | Dalma Gálfi       | Dalma Gálfi | 3           | 3           |  |  | 2             | Jana Fett       | 0               | 6              | 6              |   |   |              |              |              |              |              |  |
|  | Caroline Dolehide | Caroline Dolehide | 6           | 3           | 4           |  |  |               | Bernarda Pera   | 6               | 4              | 2              |   |   |              |              |              |              |              |  |
|  | Bernarda Pera     | Bernarda Pera     | 3           | 6           | 6           |  |  |               |                 |                 |                |                |   |   | 2            | Jana Fett    | Jana Fett    | 6            | 6            |  |
|  |                   | Tereza Martincová | 3           | 6           | 6           |  |  |               |                 | 5               | Sachia Vickery | Sachia Vickery | 1 | 1 |              |              |              |              |              |  |
|  | WC                | Antonia Lottner   | 6           | 3           | 7           |  |  | WC            | Antonia Lottner | Antonia Lottner | 1              | 0              |   |   |              |              |              |              |              |  |
|  |                   | Jasmine Paolini   | 6           | 0           | 1           |  |  | 5             | Sachia Vickery  | Sachia Vickery  | 6              | 6              |   |   |              |              |              |              |              |  |
|  | 5                 | Sachia Vickery    | 3           | 6           | 6           |  |  |               |                 |                 |                |                |   |   |              |              |              |              |              |  |

### Sezione 3
|  | Primo turno | Primo turno        | Primo turno        | Primo turno | Primo turno |  |  | Secondo turno   | Secondo turno      | Secondo turno      | Secondo turno   | Secondo turno   |   |   | Ultimo turno | Ultimo turno       | Ultimo turno       | Ultimo turno | Ultimo turno |  |
|  |             |                    |                    |             |             |  |  |                 |                    |                    |                 |                 |   |   |              |                    |                    |              |              |  |
|  | 3           | Mihaela Buzărnescu | Mihaela Buzărnescu | 6           | 6           |  |  |                 |                    |                    |                 |                 |   |   |              |                    |                    |              |              |  |
|  | PR          | Alexa Glatch       | Alexa Glatch       | 4           | 2           |  |  | 3               | Mihaela Buzărnescu | Mihaela Buzărnescu | 6               | 6               |   |   |              |                    |                    |              |              |  |
|  |             | Kayla Day          | Kayla Day          | 7           | 6           |  |  |                 | Kayla Day          | Kayla Day          | 3               | 4               |   |   |              |                    |                    |              |              |  |
|  | WC          | Isabelle Wallace   | Isabelle Wallace   | 63          | 2           |  |  |                 |                    |                    |                 |                 |   |   | 3            | Mihaela Buzărnescu | Mihaela Buzărnescu | 6            | 6            |  |
|  | WC          | Isabella Pfennig   | Isabella Pfennig   | 1           | 1           |  |  |                 |                    |                    | Lesley Kerkhove | Lesley Kerkhove | 1 | 4 |              |                    |                    |              |              |  |
|  |             | Anna Zaja          | Anna Zaja          | 6           | 6           |  |  | Anna Zaja       | Anna Zaja          | Anna Zaja          | 5               | 63              |   |   |              |                    |                    |              |              |  |
|  |             | Lesley Kerkhove    | Lesley Kerkhove    | 6           | 7           |  |  | Lesley Kerkhove | Lesley Kerkhove    | Lesley Kerkhove    | 7               | 7               |   |   |              |                    |                    |              |              |  |
|  | 6           | Ana Bogdan         | Ana Bogdan         | 1           | 63          |  |  |                 |                    |                    |                 |                 |   |   |              |                    |                    |              |              |  |

### Sezione 4
|  | Primo turno      | Primo turno      | Primo turno      | Primo turno | Primo turno |  |  | Secondo turno | Secondo turno    | Secondo turno    | Secondo turno    | Secondo turno    |   |   | Ultimo turno | Ultimo turno | Ultimo turno | Ultimo turno | Ultimo turno |  |
|  |                  |                  |                  |             |             |  |  |               |                  |                  |                  |                  |   |   |              |              |              |              |              |  |
|  | 4                | Yanina Wickmayer | Yanina Wickmayer | 6           | 6           |  |  |               |                  |                  |                  |                  |   |   |              |              |              |              |              |  |
|  |                  | Anna Blinkova    | Anna Blinkova    | 3           | 1           |  |  | 4             | Yanina Wickmayer | 7                | 4                | 2                |   |   |              |              |              |              |              |  |
|  | Ivana Jorović    | Ivana Jorović    | Ivana Jorović    | 3           | 4           |  |  |               | Sofya Zhuk       | 6                | 6                | 6                |   |   |              |              |              |              |              |  |
|  | Sofya Zhuk       | Sofya Zhuk       | Sofya Zhuk       | 6           | 6           |  |  |               |                  |                  |                  |                  |   |   | Sofya Zhuk   | Sofya Zhuk   | Sofya Zhuk   | 4            | 4            |  |
|  | Viktoriya Tomova | Viktoriya Tomova | Viktoriya Tomova | 6           | 6           |  |  |               |                  | Viktoriya Tomova | Viktoriya Tomova | Viktoriya Tomova | 6 | 6 |              |              |              |              |              |  |
|  | Polina Monova    | Polina Monova    | Polina Monova    | 3           | 0           |  |  |               | Viktoriya Tomova | 5                | 6                | 6                |   |   |              |              |              |              |              |  |
|  | WC               | Julia Grabher    | Julia Grabher    | 1           | 4           |  |  | 7             | Maryna Zanevs'ka | 7                | 3                | 2                |   |   |              |              |              |              |              |  |
|  | 7                | Maryna Zanevs'ka | Maryna Zanevs'ka | 6           | 6           |  |  |               |                  |                  |                  |                  |   |   |              |              |              |              |              |  |